# Arrogant voorkopje
Het arrogant voorkopje (Araeoncus crassiceps) is een spinnensoort in de taxonomische indeling van de hangmatspinnen (Linyphiidae).
Het dier behoort tot het geslacht Araeoncus. De wetenschappelijke naam van de soort werd voor het eerst geldig gepubliceerd in 1861 door Johan Peter Westring.